# 超新星運動會
超新星運動會是腾讯视频与腾讯体育联合出品的体育竞技节目，從2018年開始举行的《超新星全運會》，2020年後改名為《超新星運動會》，每年在夏日時舉行、競技项目包括田徑、游泳、球類等多項運動。2021年第4屆首次在冬季、競技项目包括冰壺、短道速滑等多項冬季運動。2024年宣布時隔三年將回歸重啟本節目。截至2024年8月，總共舉辦了五屆運動會。

## 重要大事紀
- 第2屆（2019年），增設電子競技、男子武术
- 第3屆（2020年），增設女子武术、3V3篮球[2]
- 第4屆（2021年），首次舉行冬季赛，增設卡丁車、冰壺、花式滑冰、障碍追逐赛、街舞、体能对抗赛、攀岩、滑雪、短道速滑、奪旗式美式足球、擊劍、光電手槍
- 第5屆（2024年），增設足球点球、街舞改为Crew Battle 模式

## 歷屆主持人與舉行地點
| 年度   | 日期（决赛）      | 主持人                               | 舉行地點                          | 備註 |
| ------ | ----------------- | ------------------------------------ | --------------------------------- | --- |
| 2018年 | 11月10日-11月11日 | 张大大                               | 广州国际体育演艺中心              | |
| 2019年 | 11月1日-11月3日   | 柯凡、张绍刚、杜海涛                 | 上海东方体育中心                  | |
| 2020年 | 8月14日-8月16日   | 柯凡、张绍刚、张大大、王子星、金佳悦 | 南京奥林匹克体育场                | 英凯（電子競技） 秦歌（電子競技） |
| 2021年 | 12月17日-12月18日 | 张绍刚、张大大、王子星               | 成都凤凰山体育公园 融創雪世界     | |
| 2024年 | 8月28日-8月30日   | 大左、廖博、张大大、杨子桢、许天奇   | 上海体育馆 上海东方体育中心游泳馆 | 张娟娟（射箭） 吴鹏（游泳） 张豆豆（艺术体操） 王子星（游泳/腰旗橄榄球） 阿梅（電子競技） 不求人（電子競技） 大奇（電子競技） 杨文韬（街舞） |

## 歷屆資料

### 第一屆 夏季
- 比賽日期：2018年11月10至11日
- 比賽地點：广州国际体育演艺中心
- 參加人數：134人
- 比賽項目：14項
- 擔當主持：张大大
- 教练团: 刘国梁（总教练）、李小鹏（总教练）、苏炳添（50米短跑）、莫有雪（150米接力跑）、王宇（跳高）、张娟娟（射箭）、张豆豆（艺术体操）、吴鹏（游泳）
- 代表宣誓：吴宣仪（火箭少女101）、朱星杰

### 第二屆 夏季
- 比賽日期：2019年11月1至3日
- 比賽地點：上海东方体育中心
- 參加人數：141人
- 比賽項目：17項
- 擔當主持：柯凡、张绍刚、杜海涛
- 教练团: 邓亚萍（总教练）、张娟娟（射箭）、张琳（游泳）、张培萌（50米短跑/150米接力跑）、张豆豆（艺术体操）、胡麟鹏（跳高）、余志豪（武术）
- 代表宣誓：吴宣仪（火箭少女101）、何洛洛（R1SE）
- 開幕式表演：R1SE、UNINE、BY2、火箭少女101

### 第三屆 夏季
- 比賽日期：2020年8月14至16日
- 比賽地點：南京奥林匹克体育场
- 參加人數：128人
- 比賽項目：19項
- 擔當主持：柯凡、张绍刚、张大大
- 教练团: 邓亚萍（总教练）、张娟娟（射箭）、张琳（游泳）、史冬鹏（田径）、劉子秋（篮球）、李楠（篮球）、杨鸣（篮球）、张豆豆（艺术体操）、戚昕舣（武术）、余志豪（武术）、胡麟鵬（跳高）
- 代表宣誓：希林娜依·高（硬糖少女303）、焉栩嘉（R1SE）
- 開幕式表演：R1SE、UNINE、朱云峰（烧饼）、艾福杰尼、Skechers All Star、叶音、硬糖少女303

### 第四屆 冬季
- 比賽日期：2021年12月17日-18日
- 比賽地點：成都凤凰山体育公园、融創雪世界
- 參加人數：134人
- 比賽項目：15項
- 擔當主持：张绍刚、张大大
- 教练团: 邓亚萍（总教练）、张娟娟（射箭）、张云鹏（障碍追逐赛）、鞏立姣（体能对抗赛）、刘泽煊（卡丁車）、張義威（滑雪）、謝震業（田徑）、張夢雪（射击）、钟齐鑫（攀岩）、李超然（NFL橄榄球）、徐辛（NFL橄榄球）、劉子秋（篮球）、王仕鵬（篮球）
- 代表宣誓：徐夢潔、胡豆豆
- 開幕式表演：劉逸雲 、硬糖少女303 、INTO1

### 第五屆 夏季
- 比賽日期：2024年8月28-30日
- 比賽地點：上海体育馆、上海东方体育中心游泳馆
- 參加人數：96人
- 比賽項目：11項
- 擔當主持：大左、廖博、张大大、杨子桢、许天奇
- 教练团: 郎平（总教练）、吴尊（指导员）、陈世冬（篮球）、庞佳颖（游泳）、王迤逦（艺术体操）
- 代表宣誓：喬一魚（Gen1es）、王一珩（十个勤天）
- 開幕式表演：Gen1es

## 歷屆得獎

### 第一屆 夏季
| 比賽項目           | 金         | 银         | 铜         |
| 女子50米短跑       | 徐夢潔     | 許夢圓     | 蔣申       |
| 男子50米短跑       | 王志文     | 邱勝翊     | 伊靜清     |
| 拔河               | 北部代表隊 | 中部代表隊 | —          |
| 拔河               | 東部代表隊 | 西部代表隊 | —          |
| 拔河               | 南部代表隊 | 海外代表隊 | —          |
| 女子跳高           | 談楚然     | 李璐爾     | 譚妍喆     |
| 男子跳高           | 馬伯騫     | 李星       | 于湉       |
| 女子射箭           | 高穎浠     | 楊超越     | 王藝甜     |
| 女子射箭           | 高穎浠     | 楊超越     | 劉姝賢     |
| 男子射箭           | 麥亨利     | 于小彤     | 周鋭       |
| 男子射箭           | 麥亨利     | 于小彤     | 郭子凡     |
| 男子150米短跑      | 王志文     | 譚杰希     | 李治廷     |
| 女子藝術體操       | 羅怡恬     | 陳小纭     | 金晨       |
| 女子4x150米接力    | 東部代表隊 | 南部代表隊 | 中部代表隊 |
| 男子4x150米接力    | 東部代表隊 | 西部代表隊 | 海外代表隊 |
| 男子50米游泳       | 楊東清     | 董力       | 李治廷     |
| 女子50米游泳       | 陳小纭     | 曹曦月     | 倪秋雲     |
| 男子4x50米接力游泳 | 海外代表隊 | 南部代表隊 | 東部代表隊 |

### 第二屆 夏季
| 比賽項目            | 金       | 银       | 铜         |
| 女子50米短跑        | 談楚然   | 徐夢潔   | 許夢圓     |
| 男子50米短跑        | 王志文   | 馬睿瀚   | 李明軒     |
| 拔河                | 海外賽區 | 東部賽區 | 西部賽區   |
| 拔河                | 海外賽區 | 東部賽區 | 團魂代表隊 |
| 女子跳高            | 胡林希   | 鐘祺     | 談楚然     |
| 男子跳高            | 李昀銳   | 李星     | 王志文     |
| 女子射箭            | 呂釗     | 許夢圓   | 王藝甜     |
| 女子射箭            | 呂釗     | 許夢圓   | 章樂韻     |
| 男子射箭            | 于小彤   | 韓東君   | 何洛洛     |
| 男子射箭            | 于小彤   | 韓東君   | 木子洋     |
| 男女混合射箭        | 東部賽區 | 北部賽區 | 中部賽區   |
| 男女混合射箭        | 東部賽區 | 北部賽區 | 海外賽區   |
| 男子150米短跑       | 張峰     | 施宇     | 敖瑞鵬     |
| 女子藝術體操        | 譚詠雯   | 羅怡恬   | 雪兒       |
| 男女混合4x150米接力 | 東部賽區 | 西部賽區 | 南部賽區   |
| 男子4x150米接力     | 東部賽區 | 中部賽區 | 西部賽區   |
| 男子50米游泳        | 紀凌塵   | 李汶瀚   | 楊仕澤     |
| 女子50米游泳        | Sunnee   | 陳小纭   | 宣璐       |
| 男子4x50米接力游泳  | 東部賽區 | 西部賽區 | 北部賽區   |
| 男子武術            | 張峰     | 李明軒   | 馬睿瀚     |
| 王者榮耀團體賽      | 中部賽區 | 南部賽區 | —          |

### 第三屆 夏季
| 比賽項目               | 金          | 银          | 铜          |
| 女子50米短跑           | 徐夢潔      | 談楚然      | 雪兒        |
| 男子50米短跑           | 董浩然      | 王志文      | 姚琛        |
| 拔河                   | 潮流賽區    | 演員賽區    | 熱血賽區    |
| 男子跳高               | 李昀銳      | 張峰        | 木子洋      |
| 女子射箭               | 陳小纭      | 呂釗        | 許夢圆      |
| 男子射箭               | 管櫟        | 木子洋      | 黑泽        |
| 男女混合射箭           | 演員賽區    | 熱血賽區    | —           |
| 男子150米短跑          | 董浩然      | 姚琛        | 周政杰      |
| 女子藝術體操           | 陳小纭      | 張藝凡      | 譚詠雯      |
| 男女混合4x50米游泳接力 | 熱血賽區    | 演員賽區    | —           |
| 男女混合4x150米接力    | 演員賽區    | 熱血賽區    | —           |
| 男子4x150米接力        | 熱血賽區    | 演員賽區    | 爆梗賽區    |
| 男子50米游泳           | 紀凌尘      | 夏波波      | 高曉攀      |
| 女子50米游泳           | Sunnee      | 宣璐        | 徐嘉琳      |
| 男子武術               | 張峰        | 刘隽        | 鹿鯕        |
| 女子武術               | 談楚然      | 辣目洋子    | 趙粵        |
| 王者榮耀團體賽         | 潮流賽區    | 演員賽區    | —           |
| 和平精英積分賽         | 爆梗賽區A隊 | 演員賽區B隊 | 熱血賽區A隊 |
| 男籃3vs3               | 演員賽區A隊 | 演員賽區B隊 | —           |

### 第四屆 冬季
| 比賽項目     | 金           | 银           | 铜               |
| 女子50米短跑 | 雪兒         | 蠟筆小心     | 沈夢瑤           |
| 男子50米短跑 | 甘望星       | 米卡         | 陳俊洁           |
| 障碍追逐赛   | 浙江隊       | 海外隊       | 湖南隊           |
| 体能对抗赛   | 山東隊       | 重慶隊       | 湖北隊           |
| 卡丁車       | 海外隊       | 遼寧隊       | 山東隊           |
| 滑雪         | 洪堯         | 潘辰         | 米卡             |
| 男子短道速滑 | 姚琛         | 韓佩泉       |                  |
| 女子短道速滑 | 劉德熙       | 徐夢潔       | 丁噹             |
| 冰舞         | 姚琛         | 管櫟         | 鄭乃馨           |
| 冰壺         | 重慶隊       | 湖北隊       | 四川隊           |
| 男子重劍     | 周柯宇       | 周昊杉       | 贊多             |
| 女子重劍     | 孫芮         | 潘辰         | 高穎浠           |
| 男子射箭     | 管櫟         | 周峻纬       | 古子成           |
| 女子射箭     | 谢安然       | 陳小紜       | 馬昕墨           |
| 男子射擊     | 趙珂         | 蘇勳倫       | 田增梁           |
| 女子射擊     | 于貞         | 馬昕墨       | 沈夢瑤           |
| 男子攀岩     | 姜京佐       | 陳俊洁       | 孫祖君           |
| 女子攀岩     | 李依婕       | Jinx周       | 雪兒             |
| 街舞         | 贊多         | 洪堯         | 陸思恒           |
| 男籃3v3      | 吉林遼寧聯隊 | 湖北湖南聯隊 |                  |
| 腰旗橄榄球   | 海外隊       | 重慶廣東聯隊 | 上海中國香港聯隊 |

## 外部鏈接
- 超新星運動會的新浪微博